# Diospyros bangoiensis
Diospyros bangoiensis är en tvåhjärtbladig växtart som beskrevs av Paul Lecomte. Diospyros bangoiensis ingår i släktet Diospyros och familjen Ebenaceae. Inga underarter finns listade i Catalogue of Life.